# Jordan Danks
Pour les articles homonymes, voir Danks.
Jordan Cooper Danks (né le 7 août 1986 à Austin, Texas, États-Unis) est un ancien voltigeur de la Ligue majeure de baseball.

## Carrière

### White Sox de Chicago
Joueur évoluant à l'Université du Texas à Austin, Jordan Danks est un choix de septième ronde des White Sox de Chicago en 2008.
Il fait ses débuts dans le baseball majeur avec les White Sox le 7 juin 2012 et réussit le 8 juin son premier coup sûr en carrière, aux dépens du lanceur Wesley Wright des Astros de Houston. Le 10 août suivant vient son premier coup de circuit, réussi en fin de 9e manche contre le lanceur Pat Neshek pour faire gagner les White Sox 4-3 à Chicago sur les A's d'Oakland. En 50 matchs pour Chicago en 2012, Danks compile un circuit, 4 points produits, 12 points marqués, 3 buts volés et affiche une moyenne au bâton de ,224.
En 2013, il dispute 79 matchs et frappe pour ,231 avec 5 circuits, 12 points produits et 7 buts volés. Le 25 août 2013, son circuit contre les Rangers du Texas lance les White Sox en avant vers une victoire, alors que c'est son grand frère John qui est le lanceur partant pour Chicago. C'est la première fois qu'un joueur frappe un circuit pour aider son frère lanceur depuis le circuit du receveur Billy Shantz pour le lanceur Bobby Shantz avec les Athletics de Kansas City le 5 juin 1955.

### Phillies de Philadelphie
Le 16 janvier 2015, Danks est réclamé au ballottage par les Phillies de Philadelphie. Il apparaît dans 4 matchs des Phillies en 2015.

### Rangers du Texas
Danks rejoint les Rangers du Texas le 19 janvier 2016.

## Vie personnelle
Jordan Danks est le jeune frère de John Danks, qui a aussi joué pour les White Sox entre 2007 et 2016.